# Jordan Dwyer
Jordan Elliot Dwyer (* 1996 in Nelson (Neuseeland)) ist ein neuseeländisch-US-amerikanischer Schauspieler und Musiker, der hauptsächlich in Deutschland arbeitet.

## Leben und Wirken
Jordan Dwyer ist 1996 als Sohn der Malerin Angela Dwyer in Neuseeland geboren und hat auch die US-amerikanische Staatsbürgerschaft. Seine ältere Schwester ist die Schauspielerin Alice Dwyer. Er ist in Berlin aufgewachsen und hatte im Jahr 2013 mit einer Rolle in Ricky – normal war gestern unter der Regie von Kai S. Pieck sein Debüt als Schauspieler. Eine Nebenrolle spielte Jordan Dwyer in Ich will dich, einem Liebesdrama, das im Oktober 2015 erstmals im Ersten ausgestrahlt wurde. Eine der Hauptrollen spielte Dwyer im Spielfilm Im Zweifel, der am 29. Juni 2015 beim Filmfest München Premiere feierte, und im Fernsehfilm Dunkle Zeit aus der Reihe Tatort, der im Dezember 2017 erstmals im Ersten ausgestrahlt wurde.
Jordan Dwyer, der in Berlin lebt, ist im Musikvideo Wannsee von Die Toten Hosen zu sehen, das im Jahr 2017 unter der Regie von Johannes Grebert entstand. Zudem ist Dwyer Sänger, Gitarrist und Songwriter der Band „The Vertigoats“.

## Filmografie (Auswahl)
- 2013: Ricky – normal war gestern
- 2015: Uns geht es gut
- 2014: Ich will dich
- 2015: Im Zweifel
- 2017: Balla Balla
- 2017: Tatort – Dunkle Zeit
- 2018: Spätwerk